# 8-й авиационный корпус (люфтваффе)
8-й авиационный корпус (нем. VIII. Fliegerkorps) — воинское соединение люфтваффе в годы Второй мировой войны.

## История
Корпус был сформирован 19 июля 1939 года в Оппельне как «командование особого назначения» (нем. Fliegerführer z.b.V.). 10 ноября 1939 года переименован в VIII-й авиационный корпус. В период с 25 января по 2 февраля 1945 года именовался авиационным командованием «Силезия».

## Боевой путь
С октября 1939 года 8-м авиакорпусом командует Вольфрам фон Рихтгофен.

### Французская кампания
Под командованием В. фон Рихтгофена 8-й авиационный корпус участвовал во Французской кампании.

### Операция «Барбаросса»

#### Белостокско-Минское сражение
Под командованием Рихтгофена 8-й авиакорпус участвовал в войне против СССР, корпус поддерживал наступление вермахта в Белостокско-Минском сражении в июне 1941 года.
Выдвижение большого количества советских танков было замечено германской авиацией, которая приступила к штурмовке танковых колонн. В воздух был поднят 8-й авиакорпус В. фон Рихтгофена, которому 6-й мехкорпус без достаточного зенитного и авиационного прикрытия ничего не мог противопоставить (по отчёту командира 7-й танковой дивизии, его отдельный зенитный артдивизион в начале войны находился на окружном полигоне в Крупках восточнее Минска).
Господство в воздухе немецкой авиации не только вело к прямым потерям в живой силе и технике, но и способствовало полной дезорганизации тыла — нарушению обеспечения боя боеприпасами и горюче-смазочными средствами. Было полностью дезорганизовано управление боевыми частями, ещё раньше была потеряна связь командования КМГ со штабом фронта. В итоге во второй половине дня 25 июня был отдан приказ на прекращение контрудара и отход советских частей на восток.
В июле 1941 года 8-й авиакорпус участвовал в захвате Витебска, отражении советского контрудара на Лепель и дальнейшем наступлении на Смоленск, в августе-сентябре 1941 года поддерживал немецкое наступление на Ленинград.
Для парирования контрудара под Старой Руссой главнокомандующий немецкой группой армий «Север» генерал-фельдмаршал В. фон Лееб был вынужден снять 14 августа 1941 года с новгородского направления дивизию СС «Мёртвая голова», затем 3-ю моторизованную дивизию и управление 56-го моторизованного корпуса Э. фон Манштейна. К отражению советского контрудара был также привлечён 8-й авиакорпус В. фон Рихтгофена. До их подхода всю активную деятельность по уничтожению советской 34-й армии вёл только 8-й авиационный корпус люфтваффе, в состав которого входили пикирующие бомбардировщики Ju-87. Немецкие самолёты одолевали войска 34-й армии в течение всего светового дня, нередко группами по 80-100 самолётов.

Утром 15 августа немцами была предпринята попытка с ходу овладеть Новгородом, но она потерпела неудачу. На Новгород обрушились пикировщики VIII авиакорпуса. … В вечерние часы 21-я пехотная дивизия просочилась в город, и утром 16 августа над новгородским кремлём развевался немецкий флаг. Однако сражение за город на этом не закончилось. Полк 21-й пехотной дивизии и 424-й полк 126-й пехотной дивизии остались совместно с VIII авиакорпусом штурмовать город, а остальные полки 21-й дивизии и 11-я пехотная дивизия начали наступление на Чудово— .

### Операция «Тайфун»
Немецкое командование, планируя наступление против войск Западного фронта в рамках операции «Тайфун», предполагало нанесением сильных ударов из районов Духовщины и Рославля в общем направлении на Вязьму прорвать оборону советских войск, окружить и уничтожить их в районе Вязьмы, затем развить наступление на Москву. Для достижения данной цели были задействованы основные силы группы армий «Центр».
Сосредоточенная в районе Духовщины 9-я армия с подчинённой ей 3-й танковой группой имела задачу выйти на рубеж Вязьма, Ржев, охватывая Вязьму с севера и востока.
244-я дивизия оказалась на направлении главного удара 3-й танковой группы Гота.

2 октября 1941 года в 5 часов 30 минут утра началась мощная, 45-минутная артиллерийская подготовка по всему фронту девятой армии вермахта.
Танковую атаку поддерживали пикирующие бомбардировщики 8-го авиационного корпуса люфтваффе.
После артиллерийской и авиационной подготовки и под прикрытием дымовой завесы противник начал атаки против войск Западного фронта.
Преимущественно состоял из соединений пикирующих бомбардировщиков.
Участвовала в обеспечении решающего штурма Севастополя в июне 1942 года.

## Дислокация штаба корпуса
Штаб корпуса размещался:
- Оппельн, с июля по октябрь 1939 года;
- Шлосс Дик/Гревенбойх, с октября 1939 года по май 1940 года;
- Дювиль с июля 1940 года по январь 1941 года;
- Баден близ Вены, затем в Румынии с января по февраль 1941 года;
- Горна Думайа (Болгария) с февраля по апрель 1941 года;
- Нойфалерон (Афины) с апреля по май 1941 года;
- Крайова (Румыния) с мая по июня 1941 года;
- Рацки, близ Сувалок с июня по июль 1941 года;
- Чудово с июля по 1 августа 1941 года;
- Никольская с августа по 9.1941 года;
- Смоленск с 9 по октябрь 1941 года;
- Емельяново с октября по ноябрь 1941 года;
- близ Можайска с ноября по 12.1941 года;
- Смоленск с 12.1941 по 2.1942, апрель 1942 года;
- Демянск (2 по 4.1942 года;
- Германия с апреля по май 1942 года;
- Бахчисарай с мая по июнь 1942 года;
- Курск с июня по июль 1942 года;
- Обливская с июля по ноябрь 1942 года;
- Крымский на Донце (12.1942 по январь 1943 года;
- Ичи-Грамматиково (1 по 3.1943 года;
- Микояновка (3 по 9.1943 года;
- Белая Церковь (9.1943 по январь 1944 года;
- Винница (1 по 3.1944 года;
- Лемберг с апреля по май 1944 года;
- Люблин с мая по июль 1944 года;
- Тарнов с июля по августа 1944 года;
- Виттковице с августа по 9.1944 года;
- Краков (9 по январь 1945 года;
- Швейдниц (1 по 2.1945 года;
- Зенфтенберг (2 по апрель 1945 года[3].

## В составе
Корпус входил в состав следующих воздушных флотов: с августа 1939 года — 4-го, с октября 1939 года — 2-го, с мая 1940 года — 3-го, с августа 1940 года — 2-го, с января 1941 года — 4-го, с июня 1941 года — 2-го, с июля 1941 года — 1-го,

## Командный состав корпуса

### Командиры корпуса
- генерал авиации (с 1 февраля 1942 – генерал-полковник) Вольфрам фон Рихтгофен (19 июля 1939 — 30 июня 1942)
- генерал-лейтенант (с 1 марта 1943 – генерал авиации) Мартин Фибиг (1 июля 1942 – 21 мая 1943)
- генерал-лейтенант (с 1 марта 1945 – генерал авиации) Ханс Зайдеман (21 мая 1943 – 28 апреля 1945)